# Bez utworów zależnych

Symbol warunku

Bez utworów zależnych (ang. No Derivative Works, skrót CC-ND) – warunek Creative Commons, który nie zezwala na tworzenie dzieł pochodnych.